# Литвинов, Александр Иванович
Алекса́ндр Ива́нович Литви́нов (22 августа 1853 — 1932) — русский военный деятель, генерал от кавалерии (1911), участник Первой мировой войны.

## Биография
Образование получил в 1-й Московской военной гимназии. В службу вступил 05.08.1870. Окончил 3-е военное Александровское и Михайловское артиллерийское училища (1873). Выпущен подпоручиком (ст. 10.08.1873) в 1-ю конно-артиллерийскую бригаду. Позже служил во 2-й конно-артиллерийской бригаде. Поручик (ст. 08.12.1876).
Участник русско-турецкой войны 1877—1878. Штабс-капитан (ст. 18.12.1880). В 1882 году окончил Николаевскую академию Генерального штаба по первому разряду. Капитан (ст. 04.04.1882). Состоял при Виленском военном округе. С 24 ноября 1882 — старший адъютант штаба 4-й кавалерийской дивизии. Цензовое командование эскадроном отбывал в 10-м драгунском Екатеринославском полку (25.09.1884—29.09.1886). Подполковник (ст. 24.03.1885). С 29 сентября 1886 года состоял в распоряжении начальника штаба Виленского военного округа. С 6 февраля 1889 — заведывающий передвижением войск по ж.д. и водным путям Виленского района. Полковник (ст. 09.04.1889). С 19 апреля 1890 года — начальник штаба 2-й кавалерийской дивизии. С 7 января 1891 — начальник Елисаветградского кавалерийского юнкерского училища. С 12 июня 1896 — командир 4-го лейб-драгунского Псковского полка. Генерал-майор (ст. 23.06.1899). С 23 июня 1899 — генерал для поручений при Войсковом наказном атамане Войска Донского. С 20 сентября 1900 — начальник военных сообщений Варшавского военного округа. С 9 ноября 1906 — начальник штаба Виленского военного округа. Генерал-лейтенант (ст. 06.12.1905). С 9 октября 1906 — начальник 1-й кавалерийской дивизии. С 9 марта 1911 — командир 5-го армейского корпуса. Генерал от кавалерии (06.12.1911).

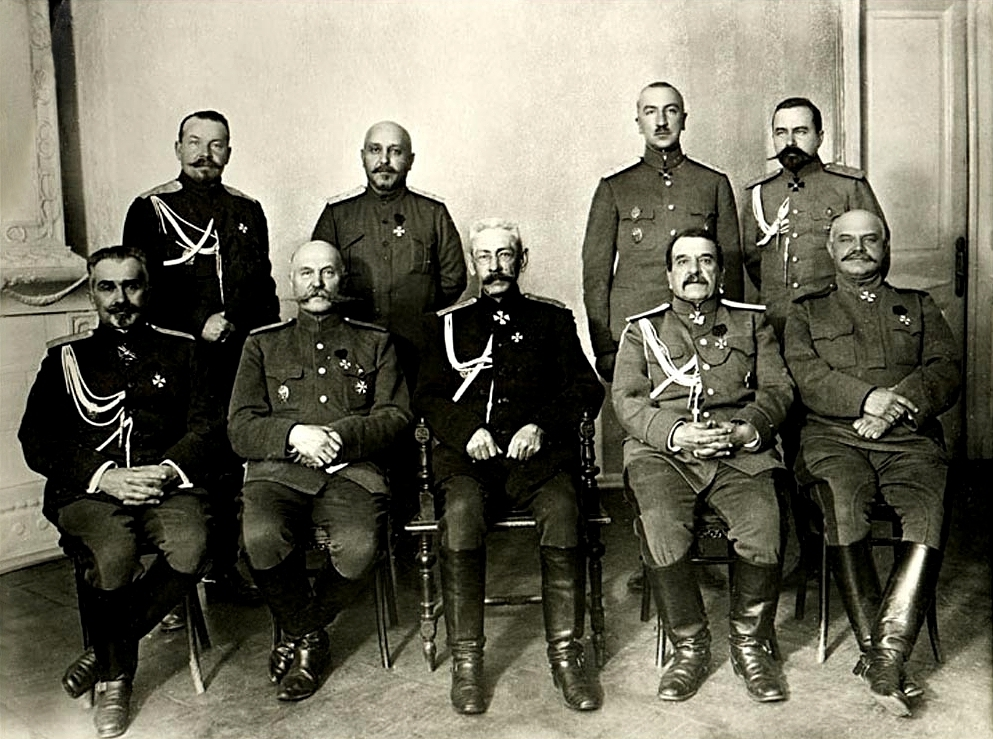
Командование Северного фронта.
Сидят, слева направо: начальник штаба армий Северного фронта генерал от инфантерии Данилов Ю. Н., командующий 1-й армией генерал от кавалерии А. И. Литвинов, главнокомандующий армиями Северного фронта генерал-адъютант Н. В. Рузский, командующий 12-й армией генерал от инфантерии Радко-Дмитриев Р. Д., командующий 5-й армией генерал от кавалерии Драгомиров А. М. Стоят, слева направо: генерал-квартирмейстер штаба армий Северного фронта генерал-майор Болдырев В. Г., начальник штаба 1-й армии генерал-лейтенант Одишелидзе И. З., начальник штаба 12-й армии генерал-лейтенант В. В. Беляев, начальник штаба 5-й армии генерал-лейтенант Миллер Е. К. Конец 1916-начало 1917 гг.

Во главе корпуса (7-я и 10-я пехотные дивизии) вступил в Первую мировую войну в составе 5-й армии. На совещании командного состава в Седлеце 17.11.1914 назначен командующим 1-й армией (вместо отрешённого генерала П. К. Ренненкампфа; официально — 05.12.1914). После Февральской революции 2 апреля 1917 уволен от службы с мундиром и пенсией. С 1918 в РККА.

## Труды
- Майский прорыв IX армии в 1916 г. — Пг., 1923.

## Награды
- Орден Святого Станислава 3-й ст. с мечами и бантом (1879)
- Орден Святой Анны 3-й ст. (1883)
- Орден Святого Станислава 2-й ст. (1888)
- Орден Святой Анны 2-й ст. (1894)
- Орден Святого Владимира 4-й ст. (1896)
- Орден Святого Владимира 3-й ст. (1902)
- Орден Святого Станислава 1-й ст. (1904)
- Орден Святой Анны 1-й ст. (1908)
- Орден Святого Георгия 4-й ст. (ВП 25.09.1914)